# 丹尼尔·科维亚特
丹尼尔·维亚切斯拉沃维奇·科维亚特（俄語：Дании́л Вячесла́вович Квят，1994年4月26日—)，是一名俄罗斯的前一级方程式锦标赛賽车手，2023年参加世界耐力锦标赛的LMP-2组别赛事，效力于普雷马车队。他在2021年担任一级方程式锦标赛的阿爾派車隊儲備車手，在此之前作为正式车手代表过红牛二队、红牛车队和阿尔法托利车队出赛。科维亚特是第二位來自於俄羅斯的一级方程式賽车手。
他於2012年雷诺方程式2.0欧洲杯上获得亚军，在2013年GP3系列赛上夺得冠军。科维亚特在2014年正式以红牛二队的车手身份首次亮相於一級方程式賽事中，最終成績為車手排名第13。後來他被提拔到紅牛車隊，2015年賽季開始與丹尼爾·里奇亞多搭檔。科维亚特於2015年匈牙利大獎賽以第2名獲得個人第一個頒獎台。在他與紅牛車隊的第一年裡，最後以95分獲得車手排名第7。科维亚特在2016年賽季繼續為紅牛車隊參賽，並且在2016年中國大獎賽中排名第3，走上個人第二個頒獎台。不過，在他主場索契賽事發生的追撞後，2016年西班牙大獎賽開始前重回红牛二队，完成剩下以及下一年的比賽。科维亚特在2017年賽季中有著各種問題導致幾次比賽中退賽。在2017年美國大獎賽後，他與红牛二队结束合约。
2018年他加入法拉利车队担任测试车手。2019赛季，他重新回归红牛二队，並於2019年德國大獎賽拿下第3名。這是红牛二队在2008年意大利大獎賽後獲得的第二個頒獎台。2020年末，他在一级方程式的席位被阿尔法托利车队签约的角田裕毅代替。

## 早年生活
丹尼尔·科维亚特於1994年4月26日出生于俄罗斯巴什科爾托斯坦共和國乌法。父親維亞切斯拉夫·科维亚特（Vyacheslav Kvyat）最初是巴什石油公司的机械师，然後升職為出口部的财务总监直到1996年。後來他分支出來與其他能源公司合作，並成為西西伯利亞能源的財務長。與始同時，他是巴什科爾托斯坦共和國议会代表的候選人。

## 赛车生涯

### 卡丁车
科维亚特早年活跃于俄罗斯和意大利的卡丁车赛场。2009年，他在KF3欧洲锦标赛中获得季军，并在WSK国际系列赛中获得亚军。

### 宝马方程式
科维亚特的方程式赛车生涯始于2010年，他为EuroInternational车队出战了宝马方程式的太平洋系列赛。在雪邦国际赛道的处子战中，科维亚特在排位赛中取得第六，但仅以第19名完赛。在第二场比赛中他获得第五。之后科维亚特转投红牛青年队，并参加了宝马方程式欧洲系列赛。在蒙扎的比赛中，他从第二位发车并最终取得第十的名次。

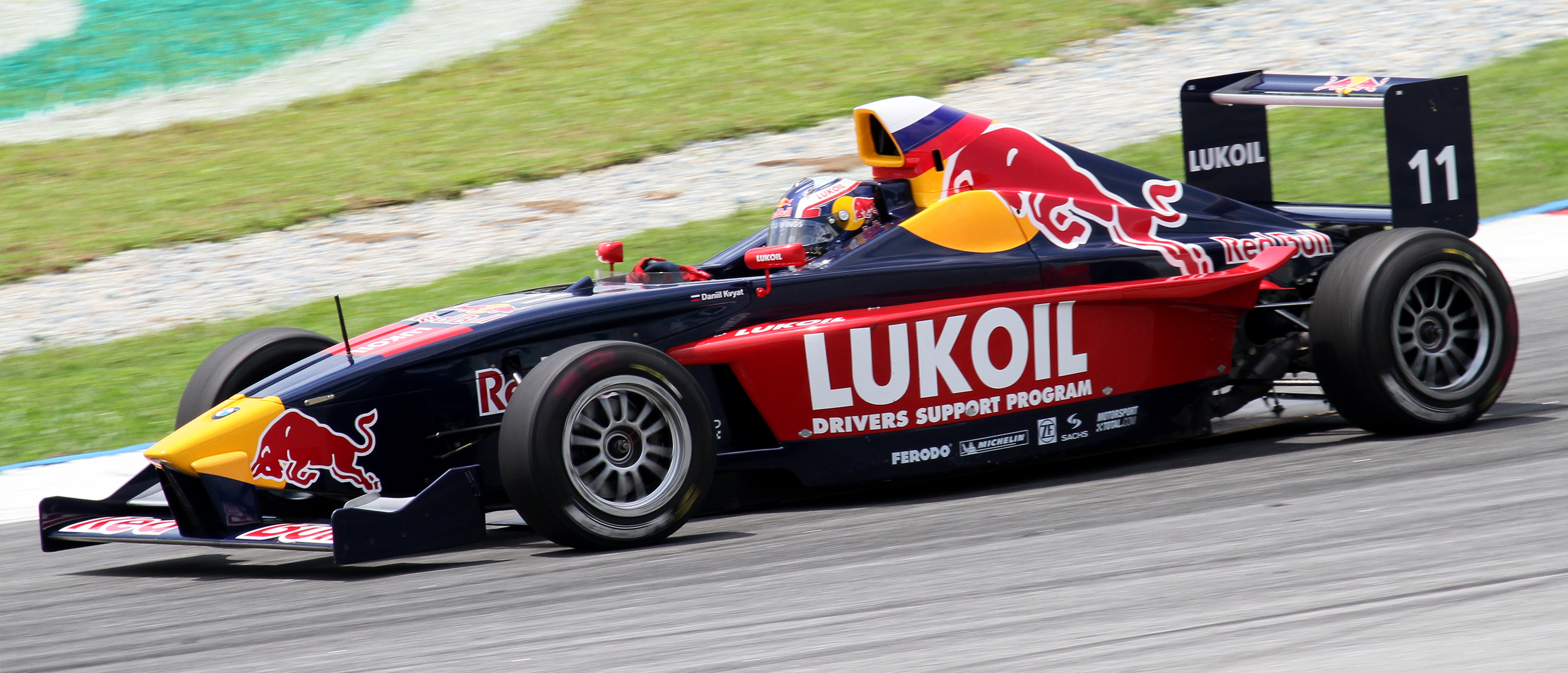
宝马方程式2010赛季中，科维亚特驾驶赛车在雪邦赛道上。

### 丰田系列赛
2011年，科维亚特加入Victory车队，出战丰田系列赛。他在该赛季中曾经夺得一次分站冠军，并五次登上领奖台，最终在车手积分榜上位列第五。

### 雷诺方程式
2010年，科维亚特还代表Koiranen车队参加了雷诺方程式2.0欧洲杯的两场赛事，并在下一年正式加入该车队，出赛了2011全年的雷诺方程式欧洲杯和北欧杯赛事。在欧洲杯赛事中，他在斯帕赛道和纽伯格林赛道获得冠军，最终获得赛季季军。在北欧杯中，他获得了七场比赛的冠军（包括在蒙扎赛道上演的帽子戏法），在赛季末赢得车手亚军。
2012年，科维亚特又出赛了雷诺方程式2.0阿尔卑斯系列赛和欧洲杯。在阿尔卑斯系列赛的处子战中，他在蒙扎赛道获得了两场压制性的胜利，并在赛季末赢得该项系列赛的冠军。5月份，他参加了欧洲杯赛事，并在阿尔卡尼伊斯的揭幕战上赢得两场冠军。在加泰罗尼亚的收官战上，他在大雨中一直保持着领先优势，但在最后一圈因为轮胎失去抓地力冲出赛道，以10分之差与车手冠军失之交臂。赛季末，他加入了红牛青年车手计划，并进入了GP3系列赛 。

### GP3和三级方程式
2013年，科维亚特代表Arden国际车队出战GP3系列赛，同时加盟了Carlin车队参加欧洲三级方程式赛车。由于没能按期注册报名三级方程式，因此他无法在该项赛事中获得积分。尽管如此，他还是在赛季中赢得五次杆位，七次登上领奖台，并在赞德福特赢得一场压倒性的胜利。科维亚特的此场胜利还引出里一件轶事：赛事组织者并未准备俄罗斯国歌，只得播放俄罗斯的曾用国歌《爱国歌》来庆祝他的胜利。
在GP3系列赛中，虽然开局不利，但科维亚特的成绩提升很快，终于在第五场正赛中登上了领奖台。在接下来的两场正赛中他也成功登上了领奖台，并在阿布扎比夺得分站冠军。他在阿布扎比和蒙扎两场分站赛事中包揽了杆位、冠军和最快圈速，赢得了一场分站赛事中所得获得的最多积分。赛季末，科维亚特成功夺得了车手冠军。

### 一级方程式

#### 红牛二队（2014年）
2013年10月，一级方程式车队红牛二队宣布科维亚特将作为二号车手与让-埃里克·维尔格尼携手出战2014赛季。他的加入填补了丹尼尔·里奇亚多离开留下的空缺。据车队领队弗朗茨·托斯特称，车队还考虑了其他人选，但最终科维亚特在GP3赛事中的优异表现打动了他们。
2014年世界一级方程式锦标赛的规则允许车手选择自己的赛车号码。科维亚特选择了26号，因为这个号码在一级方程式历史上并不出名，而他想让这个号码在赛事历史上留下一段记录。於2014年澳大利亞大獎賽，年僅19歲的克維亞特，在他的一級方程式生涯中初次出賽，以第十名結束（在丹尼爾·里奇亞多被取消資格後，晉升至第九名），成為了最年輕一級方程式得分車手（19歲322天），打破19歲349天在2007年美國大獎賽以第八名完賽的德國車手賽巴斯蒂安·維泰爾。

#### 红牛车队（2015年–2016年）
他將在2015年賽季離開紅牛二隊，加入紅牛車隊與丹尼爾·里奇亞多搭檔。並於匈牙利大奖赛上以第二名的成绩首次登上领奖台，創下俄羅斯車手在F1賽事中最佳名次，並成為F1歷史上第二年輕登上領獎台的車手。

#### 红牛二队（2016年–2017年）
2016年，科維亞特與马克斯·维斯塔潘在西班牙站前更換席位，維斯塔潘上调到红牛车队，而科維亞特則重回红牛二队。紅牛解釋這次的更動，是為了減輕對於科維亞特在俄羅斯大獎賽首圈事故的輿論壓力，並且緩解維斯塔潘與隊友小卡洛斯·塞恩斯兩位二隊隊友間劍拔弩張的緊張局面。
2017年的马来西亚大奖赛开始前，红牛二队宣布将车队的储备车手法国人皮埃尔·盖斯利将顶替科维亚特的位置，他将参加马来西亚大奖赛。据红牛二队所接受的采访表示，科维亚特不会离开红牛系统。而科维亚特赞助商表示这次换人会在美国站结束。但最终科维亚特没有再回到红牛二队，并结束与红牛系统的合约。

#### 法拉利车队（2018年）
2017年底，科维亚特与法拉利车队签约，成为其车队的测试车手。

#### 重返红牛二隊（2019年）
2018年9月29日，在俄羅斯大獎賽前夕，紅牛二隊正式宣布科維亞特將在2019年賽季回歸，這也是科維亞特三度效力該隊。在德国大奖赛上，科维亚特以季军完赛，是继2008年意大利大奖赛之后再次有红牛二队的车手登上领奖台。

#### 阿尔法托利车队（2020年）
从红牛二队更名后的阿尔法托利车队确认科维亚特将在2020年赛季继续为车队效力。
2020年12月，阿尔法托利车队确认签约日本二级方程式车手角田裕毅征战下一赛季，科维亚特再次被红牛体系放弃。

#### 阿爾派車隊（2021年－2022年）
2021年3月，阿爾派車隊宣布丹尼爾·科维亚特擔任2021年賽季儲備車手。

### 后一级方程式时期

#### 世界耐力锦标赛
2022年，科维亚特原计划加入世界耐力锦标赛LMP 2组别的G-Drive车队，与詹姆斯·艾伦与雷内·拜登搭档出赛，但是由于俄罗斯入侵乌克兰的影响，作为俄罗斯车队和车手，G-Drive车队与科维亚特因为拒绝国际汽联提出的俄罗斯人员参与的行为准则，进而在赛事开赛前两周的3月6日退出赛事。科维亚特认为对于俄罗斯籍运动员的限制和制裁是“不公平和歧视性的”。
2023年，科维亚特再次加入世界耐力锦标赛LMP 2组别，并加入普雷马车队。与米尔克·波托洛蒂和多利亚内·皮搭档车组出赛。他在第一场比赛以季军完赛。
2024年，科维亚特加入兰博基尼担任厂队车手，他将参加世界耐力锦标赛Hypercar组别比赛。

#### 纳斯卡赛事
在2022年离开世界耐力锦标赛后，科维亚特在2022年7月参加了纳斯卡赛车的NASCAR盃系列賽，他代表赫兹伯格车队的26号丰田赛车出赛。他参加了3场比赛，但均无获得积分。

## 个人生活
科维亚特从出生到6岁时都是住在俄罗斯的烏法，之后他随家人移居到莫斯科，并在那里开始接触到卡丁车。之后他搬到意大利罗马开始自己的赛车生涯；目前他住在摩纳哥。他能熟练掌握四种语言：俄语、英语、西班牙语和意大利语。直到2015年11月之前，科维亚特是少数几位拥有国际汽联超级驾照但在本国（俄罗斯）没有考取驾照的赛车手。
科维亚特曾和比他大6岁的凯丽·皮奎特（Kelly Piquet）交往，她是三届一级方程式锦标赛冠军尼尔森·皮奎特的女儿。他们从2016年8月开始交往；2019年7月27日，他们的第一个孩子出生，是个女孩。但是同年12月，两人分手；孩子由女方抚养。

## 赛事成绩

### 職業生涯摘要
| 赛季 | 赛事                     | 车队                  | 出赛     | 胜利     | 杆位     | 最快圈速 | 领奖台   | 积分     | 排名     |
| ---- | ------------------------ | --------------------- | -------- | -------- | -------- | -------- | -------- | -------- | -------- |
| 2010 | 宝马方程式欧洲赛         | EuroInternational车队 | 16       | 0        | 0        | 0        | 1        | 138      | 第10     |
| 2010 | 宝马方程式太平洋赛       | EuroInternational车队 | 8        | 2        | 2        | 0        | 5        | 0        | NC†      |
| 2010 | 雷诺方程式英国冬季系列赛 | Koiranen车队          | 6        | 0        | 1        | 0        | 2        | 109      | 第4      |
| 2010 | 雷诺方程式2.0欧洲杯      | Koiranen车队          | 2        | 0        | 0        | 0        | 0        | 0        | NC†      |
| 2011 | 雷诺方程式2.0欧洲杯      | Koiranen车队          | 14       | 2        | 2        | 3        | 6        | 155      | 季军     |
| 2011 | 雷诺方程式2.0 NEC        | Koiranen车队          | 20       | 7        | 2        | 5        | 13       | 431      | 亚军     |
| 2011 | 雷诺方程式英国决赛系列   | Koiranen车队          | 6        | 0        | 0        | 1        | 2        | 111      | 季军     |
| 2011 | 丰田系列赛               | Victory车队           | 12       | 1        | 1        | 3        | 6        | 138      | 第5      |
| 2012 | 雷诺方程式2.0欧洲杯      | Koiranen车队          | 14       | 7        | 3        | 5        | 9        | 234      | 亚军     |
| 2012 | 雷诺方程式2.0阿尔卑斯    | Koiranen车队          | 14       | 7        | 4        | 4        | 8        | 217      | 冠军     |
| 2013 | GP3系列赛                | Arden国际车队         | 16       | 3        | 2        | 4        | 5        | 168      | 冠军     |
| 2013 | 三级方程式               | Carlin车队            | 21       | 1        | 5        | 1        | 7        | 0        | NC†      |
| 2013 | 一级方程式               | 红牛二队              | 測試車手 | 測試車手 | 測試車手 | 測試車手 | 測試車手 | 測試車手 | 測試車手 |
| 2014 | 一级方程式               | 红牛二队              | 19       | 0        | 0        | 0        | 0        | 8        | 第15     |
| 2015 | 一級方程式               | 紅牛車隊              | 19       | 0        | 0        | 0        | 1        | 95       | 第7      |
| 2016 | 一級方程式               | 紅牛車隊              | 4        | 0        | 0        | 0        | 1        | 25       | 第14     |
| 2016 | 一級方程式               | 红牛二队              | 14       | 0        | 0        | 1        | 0        | 25       | 第14     |
| 2017 | 一級方程式               | 红牛二队              | 15       | 0        | 0        | 0        | 0        | 5        | 第19     |
| 2018 | 一級方程式               | 法拉利车队            | 測試車手 | 測試車手 | 測試車手 | 測試車手 | 測試車手 | 測試車手 | 測試車手 |
| 2019 | 一級方程式               | 本田紅牛第二車隊      | 21       | 0        | 0        | 0        | 1        | 37       | 第13     |
| 2020 | 一級方程式               | 阿尔法托利本田车队    | 17       | 0        | 0        | 0        | 0        | 32       | 第14     |
| 2021 | 一級方程式               | 阿尔派车队            | 測試車手 | 測試車手 | 測試車手 | 測試車手 | 測試車手 | 測試車手 | 測試車手 |

* 賽季進行中。
†无成绩完赛——作为邀请车手，无资格获得积分。

### 世界一级方程式锦标赛战绩
(图例)粗體為桿位出賽，斜體為最快圈速
| 赛季   | 车队               | 底盘           | 引擎                       | 1      | 2       | 3       | 4      | 5       | 6      | 7      | 8      | 9      | 10     | 11      | 12    | 13     | 14     | 15      | 16     | 17    | 18      | 19      | 20      | 21     | 排名 | 积分 |
| ------ | ------------------ | -------------- | -------------------------- | ------ | ------- | ------- | ------ | ------- | ------ | ------ | ------ | ------ | ------ | ------- | ----- | ------ | ------ | ------- | ------ | ----- | ------- | ------- | ------- | ------ | ---- | ---- |
| 2013年 | 紅牛第二車隊       | 红牛二队STR8   | 法拉利056 2.4 V8           | 澳     | 马      | 中      | 巴林   | 西      | 摩     | 加     | 英     | 德     | 匈     | 比      |       | 新     | 韩     | 日      | 印     | 阿    | 美 TD   | 巴西 TD |         |        | -    | -    |
| 2014年 | 紅牛第二車隊       | 红牛二队STR9   | 雷诺Energy F1-2014 1.6 V6t | 澳 9   | 马 10   | 巴林 11 | 中 10  | 西 14   | 摩 Ret | 加 Ret | 奥 Ret | 英 9   | 德 Ret | 匈 14   | 比 9  | 11     | 新 14  | 日 11   | 俄 14  | 美 15 | 巴西 11 | 阿 Ret  |         |        | 第15 | 8    |
| 2015年 | Infiniti紅牛車隊   | 紅牛RB11       | 雷诺Energy F1-2015 1.6 V6t | 澳 DNS | 马 9    | 中 Ret  | 巴林 9 | 西 10   | 摩 4   | 加 9   | 奥 12  | 英 6   | 匈 2   | 比 4    | 10    | 新 6   | 日 13  | 俄 5    | 美 Ret | 墨 4  | 巴西 7  | 阿 10   |         |        | 第7  | 95   |
| 2016年 | 紅牛車隊           | 紅牛RB12       | 豪雅1.6 V6t                | 澳 DNS | 巴林 7  | 中 3    | 俄 15  |         |        |        |        |        |        |         |       |        |        |         |        |       |         |         |         |        | 第14 | 25   |
| 2016年 | 紅牛第二車隊       | 紅牛二隊STR11  | 法拉利059/4 1.6 V6t        |        |         |         |        | 西 10   | 摩 Ret | 加 12  | 歐 Ret | 奥 Ret | 英 10  | 匈 16   | 德 15 | 比 14  | Ret    | 新 9    | 马 14  | 日 13 | 美 11   | 墨 18   | 巴西 13 | 阿 Ret | 第14 | 25   |
| 2017年 | 紅牛第二車隊       | 红牛二隊STR12  | 红牛二隊1.6 V6 t           | 澳 9   | 中 Ret  | 巴林 12 | 俄 12  | 西 9    | 摩 14† | 加 Ret | Ret    | 奧 16  | 英 15  | 匈 11   | 比 12 | 12     | 新 Ret | 馬      | 日     | 美 10 | 墨      | 巴西    | 阿      |        | 第19 | 5    |
|        |                    |                |                            |        |         |         |        |         |        |        |        |        |        |         |       |        |        |         |        |       |         |         |         |        |      |      |
| 2019年 | 紅牛第二車隊-本田  | 紅牛二隊STR14  | 本田 RA619H 1.6 V6 t       | 澳 10  | 巴林 12 | 中 Ret  | Ret    | 西 9    | 摩 7   | 加 10  | 法 14  | 奥 17  | 英 9   | 德 3    | 匈 15 | 比 7   | Ret    | 新 15   | 俄 12  | 日 10 | 墨 11   | 美 12   | 巴西 10 | 阿 9   | 第13 | 37   |
| 2020年 | 阿尔法托利本田车队 | 阿尔法托利AT01 | 本田RA620H 19 1.6 V6t      | 奥 12† | 10      | 匈 12   | 英 Ret | 周年 10 | 西 12  | 比 11  | 9      | 托 7   | 俄 8   | 艾費 15 | 葡 19 | 艾米 4 | 土 12  | 巴林 11 | 薩 7   | 阿 11 |         |         |         |        | 第14 | 32   |

*賽季進行中。
‡由於未能完成原定賽程的75%，車手只有一半分數。
†未完赛，但已完成赛事总里程的90%。